# N-Methyl-N-isopropyltryptamin
N-Methyl-N-isopropyltryptamin (Trivialname: MiPT) ist eine Forschungschemikalie mit psychedelischer Wirkung, die strukturell zur Gruppe der Tryptamine zählt. MiPT wurde erstmals 1984 von David Repke synthetisiert und später von Alexander Shulgin in seinem Buch TiHKAL beschrieben. Die Wirkung der Verbindung ist auf mentale Effekte ausgerichtet. Sensorische Veränderungen, wie sie bei anderen Tryptaminderivaten auftreten, sind weniger stark ausgeprägt.

## Struktur und Eigenschaften
MiPT enthält eine Isopropylgruppe und eine Methylgruppe, welche an das terminale Amin RN des Tryptamin-Grundkörpers gebunden sind. MiPT hat diverse substituierte Analoge wie 5-MeO-MiPT oder 4-HO-MiPT.
MiPT ist analog zu Dimethyltryptamin (DMT), wobei an RN statt der zwei Methylgruppen, die in DMT vorkommen, eine Isopropylgruppen und eine Methylgruppe gebunden ist.
Als freie Base zersetzt sich die Verbindung im Gegensatz zu vielen anderen Tryptaminen nicht schnell bei Kontakt mit Licht und Sauerstoff.

## Rechtsstatus
Als Abkömmling der Tryptamine unterliegt MiPT in Deutschland seit dem 18. Juli 2019 dem Neue-psychoaktive-Stoffe-Gesetz. Bis auf die im Gesetz definierten Ausnahmen sind Handel, Inverkehrbringen, Herstellung, die Verabreichung sowie das Verbringen von MiPT grundsätzlich strafbar.